# Sonia Mietielica
Sonia Mietielica (ur. 21 marca 1995 w Barnaule) – polska aktorka teatralna i telewizyjna pochodzenia rosyjskiego.

## Życiorys
Wychowywała się z matką i dziadkiem (zawodnik i trener sztuk walki) w Barnaule. W wieku 7 lat przeprowadziła się do Krakowa, gdzie wcześniej zamieszkała siostra dziadka. W młodości trenowała balet i taniec.
Zadebiutowała w wieku 13 lat u boku Borysa Szyca w filmie Handlarz cudów.
Pierwsza próba dostania się na uczelnię teatralną nie powiodła się. Sonia Mietielica rozpoczęła wówczas studia na kierunku filologia rosyjska i równocześnie doskonaliła warsztat aktorski u Doroty Zięciowskiej. W kolejnym podejściu uzyskała indeks. W 2019 ukończyła studia na Wydziale Aktorskim Akademii Teatralnej im. Aleksandra Zelwerowicza w Warszawie.
Odgrywała główną rolę w serialu Dom pod Dwoma Orłami (2021), następnie zagrała główną bohaterkę w komedii romantycznej dla platformy Netflix pt. Pod wiatr.
W adaptacji Chłopów (2023) w reżyserii Doroty Kobieli i Hugh Welchmana odegrała rolę Hanki Borynowej.

## Filmografia
| Rok     | Tytuł                     | Rola                             | Uwagi    |
| ------- | ------------------------- | -------------------------------- | -------- |
| 2025    | Zatoka szpiegów           | Eva Stromberg                    |          |
| 2025    | Królowie                  | Dorota Koziegłowska              |          |
| od 2024 | Na Wspólnej               | barmanka Anka                    |          |
| 2024    | Ojciec Mateusz            | Lena Dobrowolska                 | odc. 405 |
| 2024    | Skrzyżowanie              | druhna Justyny                   |          |
| 2023    | Przyjaciółki              | Malwina Pielak                   |          |
| 2023    | Chłopi                    | Hanka Borynowa                   |          |
| 2023    | Horror Story              | Ola, dziewczyna z korpo          |          |
| 2023    | Polowanie na ćmy          | Yvette                           |          |
| 2023    | Lokatorka II              | Emilia Dyrka                     |          |
| 2022    | Pod wiatr                 | Ania                             |          |
| 2022    | Kruk. Jak tu ciemno       | policjantka Agata                |          |
| 2022    | Erynie                    | Jeanette                         | odc. 11  |
| od 2021 | Skazana                   | Natalia Dolecka                  |          |
| 2021    | Stulecie Winnych          | Ewa Winna, adoptowana córka Anny |          |
| 2021    | Dom pod Dwoma Orłami      | Marianna Lach                    |          |
| 2020    | Ojciec Mateusz            | Bogna Sadoś                      | odc. 303 |
| 2020    | Leśniczówka               | Marta Kuczyńska                  | odc. 261 |
| 2020    | Królestwo kobiet          | Natasha                          | odc. 2   |
| 2019    | Pułapka                   | Monika Pawlak                    |          |
| 2018    | Wilkołak                  | Hanka                            |          |
| 2017    | Niepokornaya (Непокорная) | Sonia Litvinova                  |          |
| 2012    | Szpiedzy w Warszawie      | Cyganka                          | odc. 4   |
| 2012    | Hotel 52                  | Maja                             | odc. 55  |
| 2009    | Handlarz cudów            | Urika                            |          |

Sporządzono na podstawie materiału źródłowego.

### Dubbing
- 2017: Gwiezdne wojny: Ostatni Jedi – Paige Tico

## Filmoteka
- Polowanie na ćmy – serial kostiumowy TVP (2023).